# کوستولیشته
کوستولیشته (به لاتین: Kostolište) یک روستا در اسلواکی است که در منطقه براتیسلاوا واقع شده‌است.